# Mike Smith (saxofonist)
Michael Alan Smith (Chicago, 3 maart 1957) is een Amerikaanse jazzsaxofonist.

## Biografie
Smith is een veteraan in het jazzcircuit van Chicago. Als jonge man ontving hij in 1975 een studiebeurs om te studeren aan de North Texas State University, waar hij in 1980 een Bachelor of Music behaalde. Daarna begon hij zijn muziekcarrière in de bands van Maynard Ferguson en Buddy Rich uit zijn geboorteplaats. Sinds november 1981 speelt hij elke woensdag in Andy's Jazz Club in Chicago. Smith werkte ook in de begeleidingsband van Frank Sinatra als solist en muzikaal leider sinds 1981. Hij werkte mee aan Sinatra's albums Diamond Jubilee en Come Swing With Me en toerde met hem door Japan, Australië en Europa. Zijn Sinatra-album, dat hij in 1994 opnam voor Delmark Records, is een terugkeer naar zijn jaren in de band van de zanger. Smith werkte ook samen met Nat Adderley, Clark Terry, Art Farmer, Tony Bennett, Jimmy Heath, Natalie Cole, Linda Ronstadt, Diane Schuur, Kurt Elling en Nancy Wilson. Hij werkte ook mee aan het album Come By Me van zanger Harry Connick jr.
Smith was ook actief als docent, o.a. aan de Eastman School of Music, de University of North Texas, de Berklee School of Music, Pepperdine University, de University of Miami en de University of Colorado en organiseerde workshops voor Amerikaanse marine- en luchtmachtbands in Washington D.C. Momenteel is hij professor saxofoon aan de Roosevelt University in Chicago en het Chicago College of Performing Arts. Na Cook en Morton herinnert Smith zich Cannonball Adderley in zijn hardbop-spel, waaraan hij ook zijn eerste album Unit 7 opdroeg en ook aan Vincent Herring. Smith ontving in 1985 een beurs van de National Endowment for the Arts. In 1993 won hij de Cannonball Adderley Award.

## Discografie

### Als leader
- 1990: Unit 7 (Delmark Records)
- 1992: On a Cool Night (Delmark Records)
- 1993: The Traveller (Delmark Records)
- 1995: Sinatra Songbook (Delmark Records)
- 1997: Ballads" (Fastrax)
- 2004: Mike Smith Quintet (Fastrax)
- 2006: Mike Smith Quartet (Fastrax)
- 2008: Grand Central (Fastrax)
- 2012: Live at Andy's (Fastrax)
- 2012: Homecoming (Fastrax)
- 2012: Live at Andy's, Mike Smith 30th Anniversary (Fastrax)